# Apiocera voragocclis
Apiocera voragocclis is een vliegensoort uit de familie van de Apioceridae. De wetenschappelijke naam van de soort is voor het eerst geldig gepubliceerd in 1982 door Cazier.